# Pax ottomana

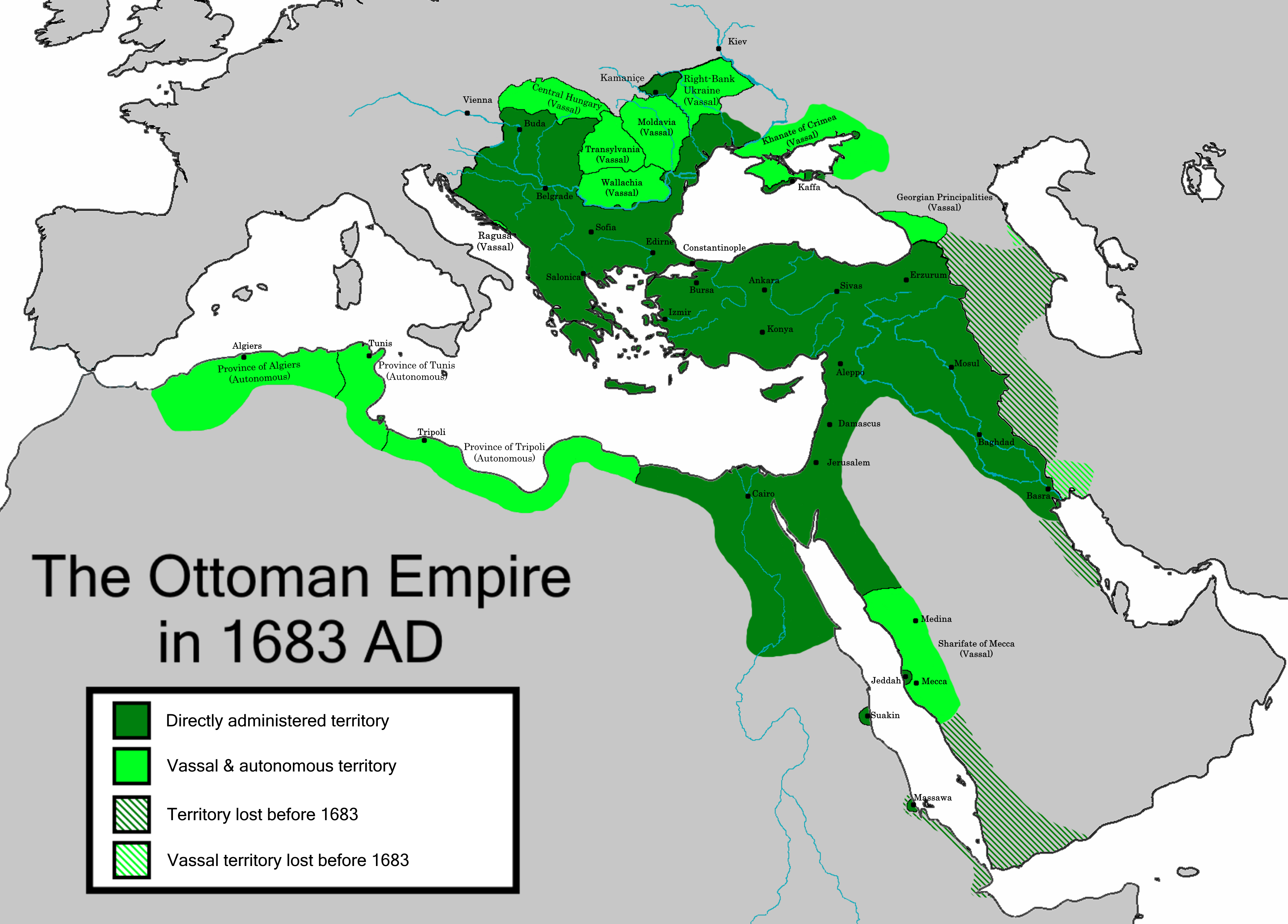
L'Impero ottomano nella sua massima estensione, sotto il sultano Mehmed IV

Nella storiografia, la Pax ottomana (lett. "Pace ottomana") o Pax ottomanica è la stabilità economica e sociale raggiunta nelle province conquistate dell'Impero ottomano che, al culmine del potere dell'Impero durante il XVI e XVII secolo, riguardavano le aree dei Balcani, dell'Anatolia, del Medio Oriente, del Nord Africa e del Caucaso.
Il termine è preferito in particolare da storici e scrittori che hanno una visione positiva del dominio ottomano al fine di sottolineare l'impatto positivo del dominio ottomano sulle regioni conquistate. Essi lo confrontano favorevolmente con l'instabilità sperimentata prima della conquista ottomana e con il periodo successivo alla Prima guerra mondiale, quando solo l'Asia Minore e la Tracia orientale rimasero sotto il dominio turco.
Il termine deriva per analogia dalla più nota Pax romana, "Pace romana".